# Kasgräsbock
Kasgräsbock (Donacia fennica) är en skalbaggsart som först beskrevs av Gustaf von Paykull 1800. Den ingår i släktet rörbockar och familjen bladbaggar. Arten har ej påträffats i Sverige, men finns däremot i Finland.

## Beskrivning
En liten skalbagge med en längd på 6,5 till 8,5 mm. Kroppen är avlång med bredare sidor på täckvingarna. Färgen är rödbrun, till skillnad från många andra arter inom släktet utan metallisk glans.

## Utbredning
Utbredningsområdet sträcker sig från nordöstra Europa till Sibirien. I Finland förekommer den i södra delen, framför allt i landskapen Birkaland, Egentliga Tavastland, Päijänne-Tavastland och Kymmenedalen. Även om den är klassificerad som livskraftig, betraktas den som mycket sällsynt.

## Ekologi
Habitatet utgörs av sötvattensamlingar med växtlighet i form av kasgräs. Larverna lever under vattenytan på gräsets rötter, medan de vuxna skalbaggarna förekommer ovan vatten på kasgräsets blad, framför allt under juli.